# چیس داد
چیس داد (انگلیسی: Chase Dodd؛ زادهٔ ۵ آوریل ۲۰۰۳) بازیکن واترپلو اهل ایالات متحده آمریکا است.
وی در مسابقات کشوری و بین‌المللی در مجموع برندهٔ ۱ مدال طلا، ۱ مدال برنز شده است.